# Wiaczesław Czornowił
Wiaczesław Maksymowycz Czornowił, ukr. Вячеслав Максимович Чорновіл (ur. 24 grudnia 1937 w Czerkasach, zm. 25 marca 1999 w Boryspolu) – ukraiński publicysta i polityk. Bohater Ukrainy.

## Życiorys
Ukończył studia dziennikarskie na Uniwersytecie Kijowskim, do 1966 pracował jako dziennikarz i krytyk literacki. Za poglądy polityczne i wydawanie nielegalnego pisma „Ukrajinśkyj wisnyk” w 1967 (następnie 1972 i 1980) aresztowany. Współorganizator (1987) Ukraińskiego Związku Helsińskiego i Ukraińskiej Grupy Helsińskiej. W 1991 kandydował na urząd prezydenta (uzyskał 23% głosów), od 1992 przewodniczył centroprawicowemu Ludowemu Ruchowi Ukrainy, współorganizowanemu przez niego w 1989. Od 1990 do 1999 sprawował mandat deputowanego Rady Najwyższej.
Zginął w wypadku samochodowym koło Boryspola. Wypadek ten wzbudził wiele spekulacji, a o jego spowodowanie podejrzewano służby specjalne. Pośmiertnie nadano mu tytuł Bohatera Ukrainy.
Był ojcem Tarasa Czornowiła.

## Odznaczenia i wyróżnienia
- Bohater Ukrainy (pośmiertnie, 2000)[1]
- Order Księcia Jarosława Mądrego V klasy (1997)[2]
- Państwowa Nagroda im. Tarasa Szewczenki (1996)[3]